# Ben Johnson (acteur)
Pour les articles homonymes, voir Johnson et Ben Johnson.
Ben Johnson est un acteur américain, né le 13 juin 1918 à Foraker, dans l'Oklahoma, et mort le 8 avril 1996 à Mesa, en Arizona.

## Biographie
Ben Johnson commença sa carrière à Hollywood comme cascadeur. Il fut ensuite repéré, en particulier par John Ford, avec des seconds rôles assez étoffés, voire très intéressants, dans La Charge héroïque (She wore a Yellow Ribbon) ou Rio Grande, avant d'obtenir un « premier rôle » dans Le Convoi des braves (Wagon Master), toujours de Ford. Il continua par la suite une carrière prolifique qui resta marquée par le western. Il fut également un des acteurs fétiches de Sam Peckinpah.
En 1971, Ben Johnson se voit décerner l'Oscar du meilleur acteur dans un second rôle pour son rôle de Sam le Lion dans La Dernière Séance (The Last Picture Show).
Pour sa contribution à l'industrie du cinéma, Ben Johnson a une étoile sur la Walk of Fame au 7083 Hollywood Boulevard. À l'instar de Slim Pickens, il fait par ailleurs partie des rares acteurs distingués pour leurs talents de cavaliers par le ProRodeo Hall of Fame (en).
Sa dernière apparition dans un long-métrage de cinéma, Étoile du soir (The Evening Star), suite de Tendres Passions (Terms of Endearment) se fera à titre posthume.

## Décès
Il meurt le 8 avril 1996 d'un infarctus du myocarde à 77 ans. Il repose au cimetière communal de Pawhuska, en Oklahoma, avec son épouse Carol.

## Filmographie

### Cinéma
- 1939 : The Fighting Gringo : le pilier de comptoir mexicain (non crédité au générique)
- 1943 : Le Banni (The Outlaw) : un shérif (non crédité au générique)
- 1943 : Bordertown Gun Fighters (en) : un messager (non crédité au générique)
- 1944 : The Pinto Bandit (en) d'Elmer Clifton : un des concurrents de la course (non crédité au générique)
- 1944 : L'Amazone aux yeux verts (Tall in the Saddle) d'Edwin L. Marin : un habitant de la ville / cascadeur (non crédité au générique)
- 1944 : Nevada (en) d'Edward Killy : un client de saloon / cascadeur (non crédité au générique)
- 1945 : Corpus Christi Bandits (en) de Wallace Grissell : le second conducteur de diligence (non crédité au générique)
- 1945 : Show Boat en furie (The Naughty Nineties) de Jean Yarbrough : un conducteur de chariot (non crédité au générique)
- 1946 : La Ville des sans-loi (Badman's Territory) de Tim Whelan : un marshal-adjoint (non crédité au générique)
- 1947 : Wyoming (en) de Joseph Kane : un vacher (non crédité au générique)
- 1947 : L'Ange et le Mauvais Garçon (Angel and the Badman) de James Edward Grant : cascadeur (non crédité au générique)
- 1948 : La Légion des braves (en) (The Gallant Legion) de Joseph Kane : un texas ranger (non crédité au générique)
- 1948 : Le Massacre de Fort Apache (Fort Apache) de John Ford : cascadeur / doublure de Henry Fonda (non crédité au générique)
- 1948 : Le Fils du désert (3 Godfathers) de John Ford : un criminel / cascadeur
- 1948 : La Rivière rouge (Red River) de Howard Hawks : cascadeur (non crédité au générique)
- 1949 : Monsieur Joe (Mighty Joe Young) d'Ernest B. Schoedsack : Gregg
- 1949 : La Charge héroïque (She Wore a Yellow Ribbon) de John Ford : le sergent Tyree
- 1950 : Le Convoi des braves (Wagon Master) de John Ford : Travis Blue
- 1950 : Rio Grande de John Ford : le soldat Travis Tyree
- 1951 : Le Fort de la vengeance (en) (Fort Defiance) de John Rawlins : Ben Shelby
- 1952 : Wild Stallion (en) de Lewis D. Collins : Dan Light
- 1953 : L'Homme des vallées perdues (Shane) de George Stevens : Chris Calloway
- 1955 : Oklahoma! de Fred Zinnemann : Wrangler
- 1956 : Rebel in Town (en) d'Alfred L. Werker : Frank Mason
- 1957 : Les Tambours de la guerre (War Drums) de Reginald Le Borg : Luke Fargo
- 1957 : Slim Carter (en) de Richard Bartlett (en) : Montana Burriss
- 1958 : Fort Bowie (en) de Howard W. Koch : le capitaine Thomas Thompson
- 1960 : Les Dix Audacieux (Ten Who Dared) de William Beaudine : George Bradley
- 1961 : La Vengeance aux deux visages (One-Eyed Jacks) de Marlon Brando : Bob Amory
- 1961 : Tomboy and the Champ (en) de Francis D. Lyon : Oncle Jim
- 1964 : Les Cheyennes (Cheyenne Autumn) de John Ford : le soldat Plumtree
- 1965 : Major Dundee de Sam Peckinpah : le sergent Chillum
- 1966 : Rancho Bravo (The Rare Breed) d'Andrew V. McLaglen : Jeff Harter
- 1967 : Sept secondes en enfer (Hour of the Gun) : Homme loué par Clanton pour 50 $
- 1968 : Will Penny, le solitaire (Will Penny) de Tom Gries : Alex
- 1968 : Pendez-les haut et court (Hang 'Em High) de Ted Post : le marshal Dave Bliss
- 1969 : La Horde sauvage (The Wild Bunch) de Sam Peckinpah : Tector Gorch
- 1969 : Les Géants de l’Ouest (The Undefeated) d'Andrew V. McLaglen : Short Grub
- 1970 : Chisum d'Andrew V. McLaglen : James Pepper
- 1971 : La Dernière Séance (The Last Picture Show) de Peter Bogdanovich : Sam le Lion
- 1971 : Rio Verde (Something Big) d'Andrew V. McLaglen : Jesse Bookbinder
- 1972 : Corky (en) de Leonard Horn (en) : Boland
- 1972 : Junior Bonner, le dernier bagarreur (Junior Bonner) de Sam Peckinpah : Buck Roan
- 1972 : Guet-apens (The Getaway) de Sam Peckinpah : Jack Beynon
- 1973 : Les Voleurs de trains (The Train Robbers) de Burt Kennedy : Jesse James
- 1973 : Dillinger de John Milius : l'agent fédéral Melvin Purvis
- 1973 : Kid Blue (en) de James Frawley : le shérif "Mean John" Simpson
- 1974 : Sugarland Express (The Sugarland Express) de Steven Spielberg : le capitaine Harlin Tanner
- 1975 : La Chevauchée sauvage (Bite the Bullet) de Richard Brooks : "Monsieur" (le vieux cowboy dont on ne connait pas le nom)
- 1975 : Le Solitaire de Fort Humboldt (Breakheart Pass) de Tom Gries : le marshal Pearce
- 1975 : La Cité des dangers (Hustle) de Robert Aldrich : Marty Hollinger
- 1976 : Terreur sur la ville (The Town That Dreaded Sundown) de Charles B. Pierce (en) : le capitaine J.D. Morales
- 1977 : Le Plus Grand (The Greatest) de Tom Gries et de Monte Hellman : Hollis
- 1977 : Duel à Cheyenne Pass (en) (Grayeagle) de Charles B. Pierce (en) : John Colter
- 1978 : L'Inévitable Catastrophe (The Swarm) d'Irwin Allen : Felix Austin
- 1980 : Le Chasseur (The Hunter) de Buzz Kulik : le shérif Strong
- 1980 : Le Monstre du train (Terror Train) de Roger Spottiswoode : Carne, le conducteur du train
- 1980 : Ruckus (en) de Max Kleven : Sam Bellows
- 1981 : Soggy Bottoms U.S.A. de Theodore J. Flicker (en) : le shérif Isum Gorch
- 1982 : Tex de Tim Hunter : Cole Collins
- 1984 : Champions de John Irvin : Burly Cocks
- 1984 : L'Aube rouge (Red Dawn) de John Milius : Jack Mason
- 1986 : La Mort en douce (Trespasses) de Loren Bivens et Adam Roarke : August Klein[3]
- 1986 : Six hommes pour sauver Harry de Stuart Rosenberg : Harry Burck père
- 1987 : Cherry 2000 de Steve De Jarnatt : Six-Fingered Jake, un chasseur
- 1988 : Du blé plein les poches (Dark Before Dawn) de Robert Totten : le shérif
- 1989 : Back to Back de John Kincade : Eli Hix
- 1991 : My Heroes Have Always Been Cowboys (en) de Stuart Rosenberg : Jesse Dalton
- 1992 : Le Rêve de Bobby (Radio Flyer) de Richard Donner : Geronimo Bill
- 1994 : The Outlaws: The Legend of O.B. Taggart de Rupert Hitzig (en) : Jack Parrish
- 1994 : Une équipe aux anges (Angels in the Outfield) de William Dear : Hank Murphy
- 1996 : Étoile du soir (The Evening Star) de Robert Harling (en) : Arthur Cotton

### Télévision
- 1956 : Cavalcade of America (en) (série TV) : Cal Bennett
- 1958 : Bonanza: Under Attack (série TV) : Bronc Evans
- 1958 : The Adventures of Ozzie & Harriet (série TV) : Tex Barton
- 1958 : Navy Log (en) (série TV) : un officier de patrouille
- 1958 : The Restless Gun (en) (série TV) : shérif Tim Malachy
- 1958 : Alfred Hitchcock présente (Série TV) : Jeff le shérif
- 1959 : Border Patrol (en) (série TV) : Hank Colman
- 1960-1961 : Laramie (série TV) : Billy Pardee / Un conducteur / Trap
- 1960-1962 : Have Gun - Will Travel (série TV) : John Anderson / Sam Crabbe / John Bartlett
- 1961-1962 : Route 66 (série TV) : Alley Golden / Del
- 1962 : Stoney Burke (série TV) : Rex Donally
- 1962, 1969 et 1971 : Bonanza (série TV) : shérif Stan Mace / Sgt. Samuel Bellis / Kelly James
- 1963, 1965, 1967-1968 : Le Virginien (The Virginian) (série TV) : Spinner / Jim Brandt / Joe Hogan / Jeb Cooper
- 1963, 1966 et 1971 : Gunsmoke (série TV) : Ben Crown / Vern Morland / Hannon
- 1964 : Perry Mason (série TV) : Kelly le mineur
- 1966 : Le Proscrit (Branded) (série TV) : Bill Latigo
- 1966-1967 : Les Monroe (The Monroes) (série TV) : Sleeve
- 1973 : Le Poney rouge (The Red Pony) (téléfilm) : Jess Taylor
- 1973 : Le Train de l'angoisse (en) (Runaway!) (téléfilm) : Holly Gibson
- 1973 : Blood Sport (téléfilm) : Dwayne Birdsong
- 1974 : Locusts (téléfilm) : Amos Fletcher
- 1976 : Les abeilles attaquent (en) (The Savage Bees) (téléfilm) : shérif Donald McKew
- 1979 : The Sacketts (en) (téléfilm) : Cap Roundtree
- 1980 : La Cible (Wild Times) (série TV) : Doc Bogardus
- 1982 : Les Cavaliers de l'ombre (en) (The Shadow Riders) (téléfilm) : oncle "Black Jack" Traven
- 1985 : Wild Horses (en) (téléfilm) : Bill Ward
- 1986 : Dream West (en) (téléfilm) : Jim Bridger
- 1988 : Stranger on My Land (téléfilm) : Vern Whitman
- 1991 : Un homme aux abois (en) (The Chase) (téléfilm) : Laurienti
- 1993 : Bonanza: The Return (en) (téléfilm) : Bronc Evans
- 1995 : Bonanza: Under Attack (en) (téléfilm) : Bronc Evans
- 1996 : Ruby Jean and Joe (téléfilm) : Big Man

## Voix française
- Yves Furet, dans Rio Grande
- Richard Francoeur, dans L'Homme des vallées perdues
- Raymond Loyer, dans La Vengeance aux deux visages
- Albert Augier, dans Les Cheyennes
- Jean Amadou, dans :
  - Major Dundee
  - Chisum
- André Valmy, dans :
  - Will Penny, le solitaire,
  - Pendez les hauts et courts,
  - La Cité des dangers
- Henry Djanick, dans La Horde sauvage
- Pierre Leproux, dans Les Géants de l'Ouest

- Nicolas Vogel dans :
  - Rio Verde
  - Les Voleurs de trains

- Claude Bertrand, dans :
  - Guet apens
  - Dillinger

- Philippe Dumat, dans Junior Bonner, le dernier bagarreur

- Jean Martinell, dans Sugarland Express

- Pierre Garrin, dans La Chevauchée sauvage

- Jean-Paul Coquelin, dans Le Solitaire de Fort Humboldt

- Michel Barbey, dans L'Inévitable Catastrophe

- Georges Atlas, dans Le Chasseur

- Jean Brousseau, dans : 
  - Le Monstre du train
  - Le Rêve de Bobby

- Jean Violette, dans :
  - L'Aube rouge
  - Cherry 2000
- Pascal Renwick puis Claude Prefontaine, dans Une équipe aux anges

## Distinctions
- Oscar du meilleur acteur dans un second rôle en 1971 pour La Dernière Séance
- Golden Globes 1972 : Golden Globe du meilleur acteur dans un second rôle pour La Dernière Séance